# Ефемерис - хроника једне породице 1
Ефемерис хроника једне породице 1 је први том мемоара српског историчара уметности и публицисте Дејана Медаковића, објављена први пут 1990. године од стране издавачке куће БИГЗ у три хиљаде примерака. Ова сећања су објављена у пет томова, и један су од најзначајнијих српских мемоара 20. века. Ефемерис је добио Награду Милош Црњански 1991. године, затим награду БИГЗ-а 1992. (прва три тома), као и Награду Народне библиотеке Србије за најчитанију књигу године 1994 (такође за прва три тома).

## Радња
Први том мемоара обухвата период од Медаковићевог детињства до Другог светског рата и бега породице из НДХ у Београд. Књига почиње објашњењем речи "ефемерис" (дневник, или нешто кратка века, пролазна грозница) и прва особа која се спомиње је његова бака Катица. Аутор потиче из богате српске грађанске породице у Загребу и присећа се својих учитеља, Рускиње Нађине која је становала код њих, и познанстава са потомцима племићких кућа, попут грофице Јелачић, као и бакиних прича о Вуковару. За разлику од очеве породице, која је и родбински и пријатељски била повезана са великим бројем виђенијих Срба тог времена, Дејанова мајка потиче из осиромашеног хрватског племства Лоња, и Дејан се сећа рођака чувеног глумца Ива Раића, кога у књизи назива Ивица-бачија. Затим ту су сећања на развод његове мајке и оца, и слање на школовање у интернат у Сан Галену, а затим у фрањевачки  манастир на Бадији острву у оквиру Корчуле где се издвајао као православац и Србин. Након тога послат је у гимназију у Карловцу код тетке Паве, да би се почетком Другог светског рата вратио у Загреб, где се ствара нова усташка држава, издвајају Срби и Јевреји и пописују, прогоне и стрељају и свет у ком је одрастао полако почиње да се распада. Породица успева да плати једном аустријском војнику Кистерману који им помаже да побегну у Србију, а њихова кућа непосредно пре бега бива запаљена и у новинама прочита да је велики део изгорео.
С обзиром да је Дејан Медаковић потицао из утицајне и богате породице он у делу наводи познанства и породичне анегдоте о многим виђенијим људима, како Србима, тако и Хрватима. Међу њима су Никанор Грујић, Иво Козарчанин (који му је био учитељ), Алојзије Степинац (коме су у почетку загребачки Срби веровали да ће им помоћи), Паула фон Прерадовић, Иларион Руварац, Григорије Микић,  Желимир Мажуранић (који се убио) али и други људи који су пролазили кроз његов живот попут Хермана Бармапера, доктора Јеврејина и његове ћерке Маје, која ће бити Дејанова прва љубавница.
Од историјских догађаја посебно је значајан његов опис уласка немачке војске у Загреб, и начин на који их је хрватско становништво прихватило, као и регистрација српских и јеврејских младића и њихово издвајање на Соколском стадиону.